# Ермера
Ермера е една от 13-те административни области на Източен Тимор. Населението ѝ е 125 702 жители (по преброяване от юли 2015 г.), а площта 757 кв. км. Намира се в часова зона UTC+9. ISO 3166 кодът ѝ е TL-ER.